# Raipur Rani
Raipur Rani è una suddivisione dell'India, classificata come census town, di 7.027 abitanti, situata nel distretto di Panchkula, nello stato federato dell'Haryana. In base al numero di abitanti la città rientra nella classe V (da 5.000 a 9.999 persone).

## Geografia fisica
La città è situata a 30° 34' 55 N e 77° 01' 14 E.

## Società

### Evoluzione demografica
Al censimento del 2001 la popolazione di Raipur Rani assommava a 7.027 persone, delle quali 3.763 maschi e 3.264 femmine. I bambini di età inferiore o uguale ai sei anni assommavano a 1.035, dei quali 597 maschi e 438 femmine. Infine, coloro che erano in grado di saper almeno leggere e scrivere erano 4.818, dei quali 2.768 maschi e 2.050 femmine.